# Styringomyia kalabakanensis
Styringomyia kalabakanensis är en tvåvingeart som beskrevs av Hynes 1988. Styringomyia kalabakanensis ingår i släktet Styringomyia och familjen småharkrankar. Inga underarter finns listade i Catalogue of Life.